# Logická adresa
Logická adresa je adresa, s kterou pracuje proces při adresování dat nebo instrukcí z pohledu vykonávající aplikačního programu. O převod logické adresy na fyzickou se stará MMU.

## Procesory a jejich požadavky
Procesory jsou navrženy tak, že jejich logický adresní prostor je dostačující i pro největší předpokládané aplikace. Ve skutečném počítači je však většinou použito méně pamětí, než kolik by odpovídalo velikosti logického adresního prostoru. Skutečně použitelný fyzický adresní prostor, tj. adresní prostor pamětí, které v počítači opravdu fyzicky existují, je proto obvykle menší než logický adresní prostor. Je zřejmé, že logická adresa, která je použita pro adresování kódu a dat v logickém adresním prostoru, je delší než fyzická adresa, která adresuje kód a data ve fyzickém adresním prostoru. Pro transformaci logické adresy na fyzickou se používají různé techniky mapování pamětí, obvykle zahrnující i mechanismus virtuální paměti.

## Logický adresní prostor lineární
Logické adresy se každému procesu přidělují od pevně stanovené adresy. Všechny procesy mají stejný logický adresový prostor jehož velikost je dána šířkou vnitřní sběrnice. Jedná se především o procesory RISC.

## Logický adresní prostor segmentovaný
Adresový prostor je složený, ze segmentů různé velikosti, které se mohou překrývat. Segmenty jsou ovšem chráněny a je regulován přístup procesů k jednotlivým segmentům. Některé segmenty u kterých je to výhodné mohou procesy mezi sebou sdílet například jádro systému.